# Teoria delle collisioni
La teoria delle collisioni o teoria degli urti è una teoria proposta da Max Trautz e William Lewis nel 1916 che spiega quantitativamente come avvengono le reazioni chimiche e perché le velocità di reazione sono diverse da reazione a reazione.
La teoria assume che affinché una reazione chimica abbia luogo e i reagenti si trasformino nei prodotti, le molecole (o altre particelle reattive) dei reagenti devono collidere; in particolare, per provocare un urto efficace, devono farlo con un appropriato orientamento e con una sufficiente energia, detta energia di attivazione.
Di tutte le collisioni che avvengono, solo una frazione risulterà quindi essere utile per provocare l'avanzamento della reazione chimica.

## Costante di velocità

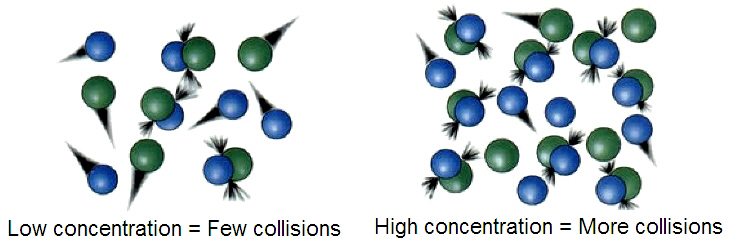
La velocità di reazione tende ad aumentare con il fenomeno di concentrazione spiegato dalla teoria delle collisioni.

La costante di velocità di una reazione bimolecolare tra due gas, secondo il modello previsto dalla teoria delle collisioni è
{\displaystyle k(T)=Z\rho \mathrm {e} ^{\frac {-\Delta E^{\ddagger }}{RT}}}
in cui la temperatura viene espressa in unità di energia (per esempio, il valore in kelvin deve essere moltiplicato per il valore della costante di Boltzmann in J/K):
- Z è la frequenza delle collisioni, ovvero il numero di collisioni tra molecole nell'unità di tempo. L'inverso di questo parametro si chiama tempo di rilassamento ed è il periodo medio di cammino libero fra due collisioni.
- {\displaystyle \rho } è il fattore sterico
- ΔE‡ è l'energia di attivazione della reazione
- T è la temperatura
- R è la costante universale dei gas.

La frequenza delle collisioni è a sua volta data da:
{\displaystyle Z=N_{A}\sigma _{AB}{\sqrt {\frac {8T}{\pi \mu _{AB}}}}}
anche qui la temperatura viene misurata in unità di energia:
- NA è il numero di Avogadro
- σAB è la sezione d'urto
- μAB è la massa ridotta dei reagenti.